# دوره کاری
در علوم مهندسی دورهٔ کاری (به انگلیسی: Duty Cycle) یا چرخه کاری به نسبت زمان کاری ماشین به کل بازهٔ زمانی گفته می‌شود که در آن یک سیگنال یا سامانه فعال است. چرخه وظیفه معمولاً به صورت درصد یا نسبت بیان می شود. این اصطلاح بیشتر در منابع تغذیه سویچینگ کاربرد دارد؛ مثلاً دوره کاری ۶۰٪ یعنی دستگاه ۶۰٪ زمان‌ها روشن و ۴۰٪ مواقع خاموش است. چرخه کار برحسب نوع فعالیت می‌تواند ثانیه یا حتی روز باشد.

## محاسبه

دوره کاری D عبارت است از نسبت بین پهنای پالس به دوره تناوب در یک موج مربعی

در یک پدیده تناوبی، دوره کاری عبارت است از زمان فعالیت به دوره تناوب:
دوره کاری: {\displaystyle D={\frac {\tau }{T}}\times 100\%}
که: {\displaystyle D} چرخه کاری، {\displaystyle \tau } دوره فعالیت (پهنای پالس) و {\displaystyle \mathrm {T} } دوره تناوب هستند.

## کاربرد

### وسایل الکتریکی
دوره کاری یا سیکل وظیفه در موتورهای الکتریکی معمولاً کمتر از ۱۰۰٪ است.
استاندارد IEC 60034-1 تعدادی دورهٔ کاری تعریف کرده‌است:
1. کار مداوم(S1)

در این حالت موتور در بار نامی کار می‌کند.

### شبکه‌های زیستی
از دوره کاری برای تشخیص فعالیت اعصاب و الیاف عضلانی استفاده می‌شود.